# Корпус Мазовия
Корпус Мазовия — единственный сохранившийся академический студенческий корпус из тех четырёх, которые существовали при Кёнигсбергском университете. В 2001 году Мазовия возобновила свою деятельность в Потсдаме. Корпус (Corps) является одним из типов студенческих корпораций в немецко-говорящем пространстве.

## История
Название корпуса связано с регионом Мазовия, находившимся в южной части Восточной Пруссии. Мазуры представляли собой уникальное национальное меньшинство: они были лютеранами, но говорили на польском языке и находились в подчинении прусских королей. И даже после Второй Мировой войны они относили себя к немцам. Протестантские пасторы — среди которых многие были членами студенческих корпусов — помогали сохранять это наследие.
В XIX веке большая часть членов корпуса происходила из этого отдаленного и небогатого, но чудесного региона. 500 членов корпуса обучались в Лике и Растенбурге. Мазуры признавали Корпус Мазовия своим и приняли для своего флага цвета: голубой-белый-красный. В 1855 году Фридрих Девишейт, мазурский преподаватель, сочинял песни про Мазовию. Его Мазуренлид, посвященный Корпусу Мазовия, стал гимном мазуров.
Корпус Мазовия был основан в июне 1830 года и до 1935 играл важную роль в Кёнигсбергском университете. По случаю празднования 100 летнего юбилея в 1930 году мазурские бургомистры подарили этой студенческой корпорации книжный шкаф с гербами 30 городов края.

### Корпус в Кёнигсберге

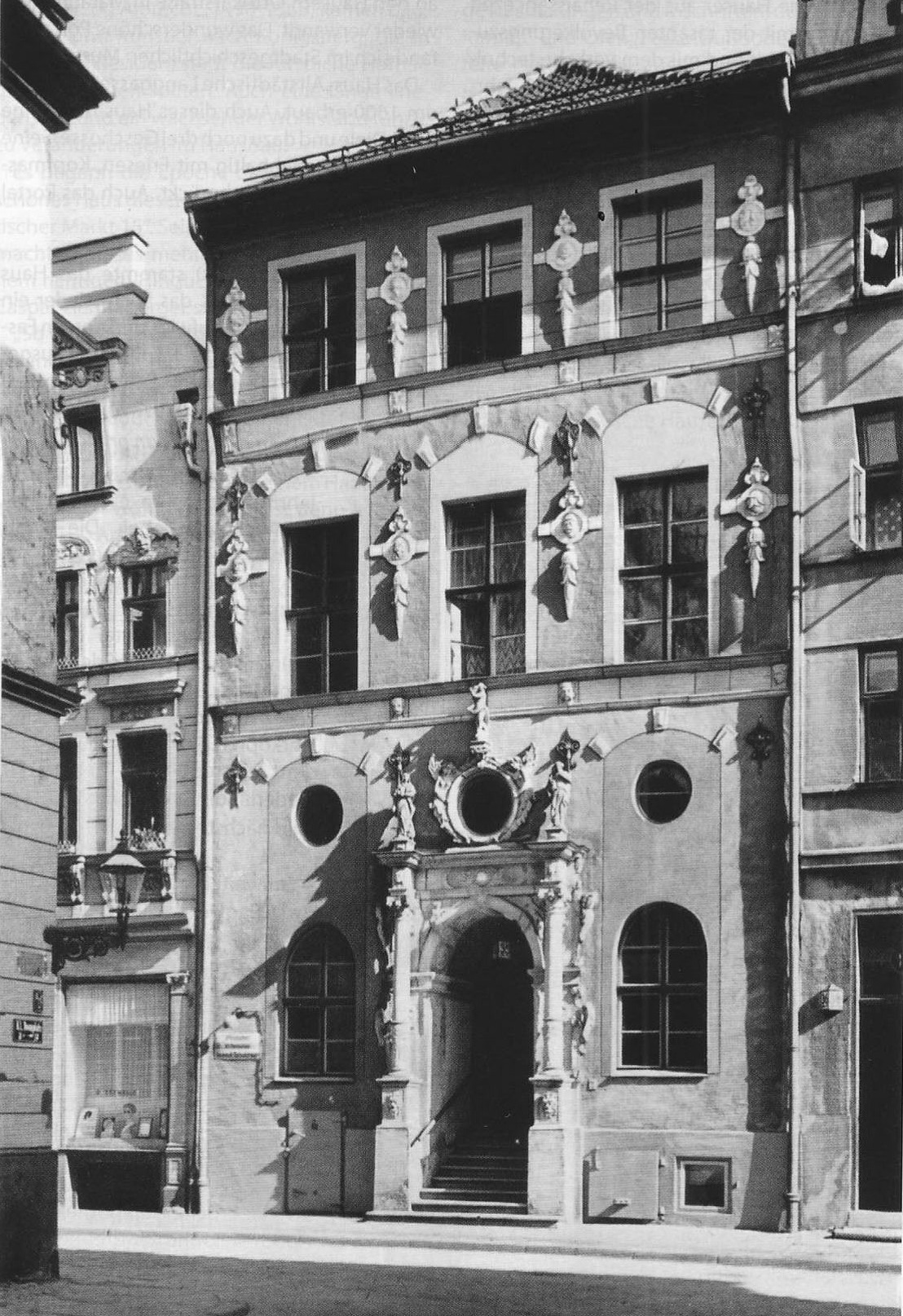
Флайшбанкенштрассе, 35 (1898)
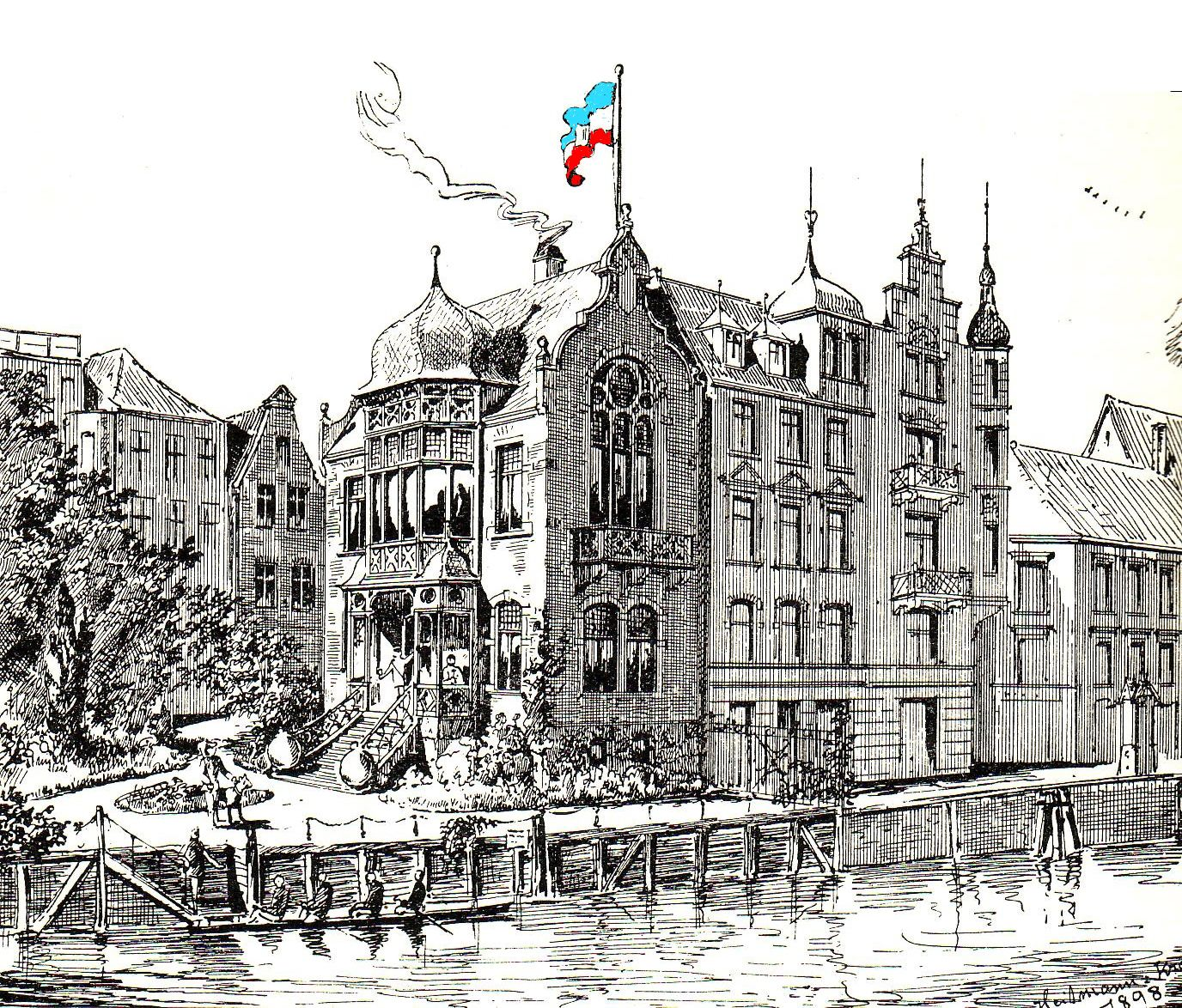
На набережной реки Прегель
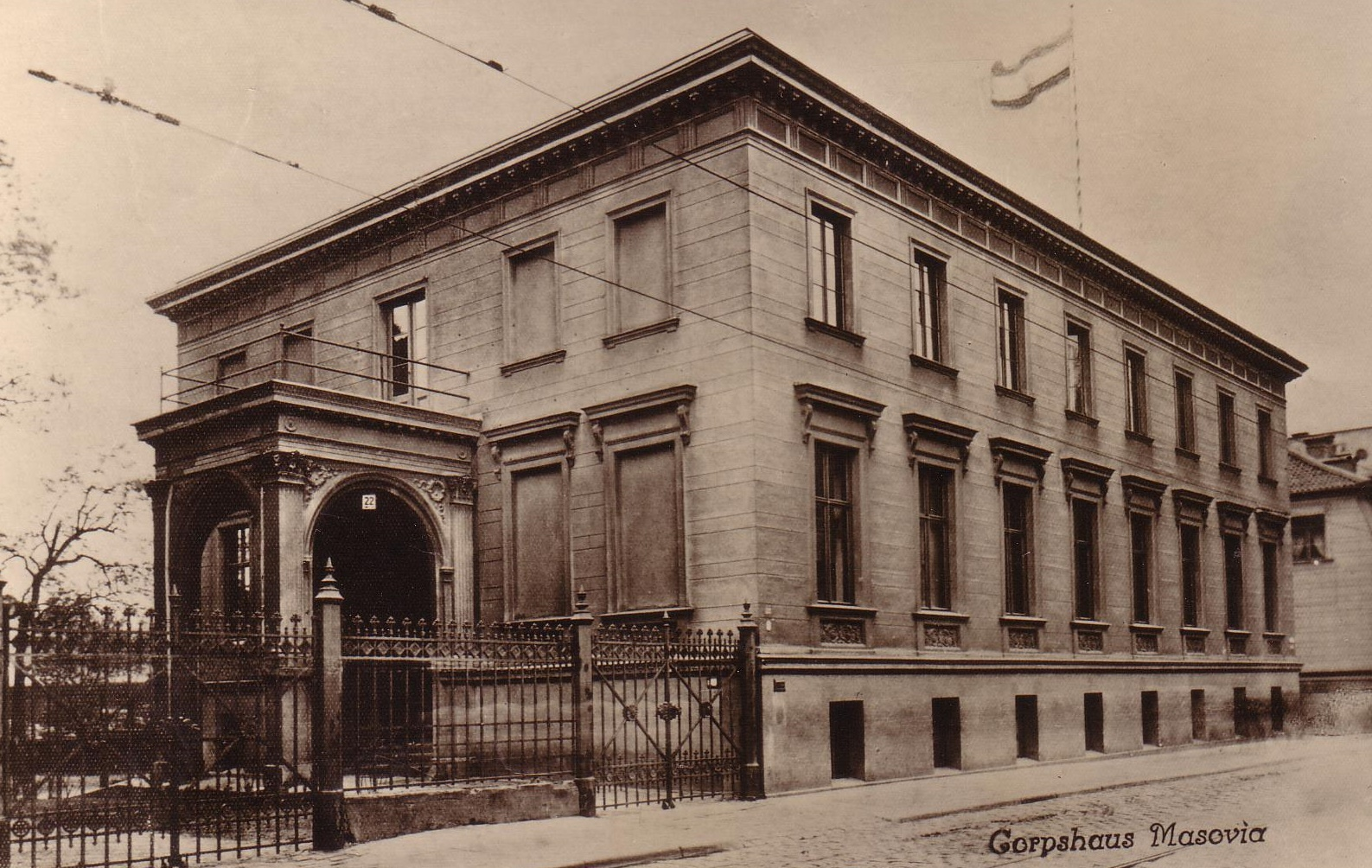
Вайдендамм, 22 (1929)
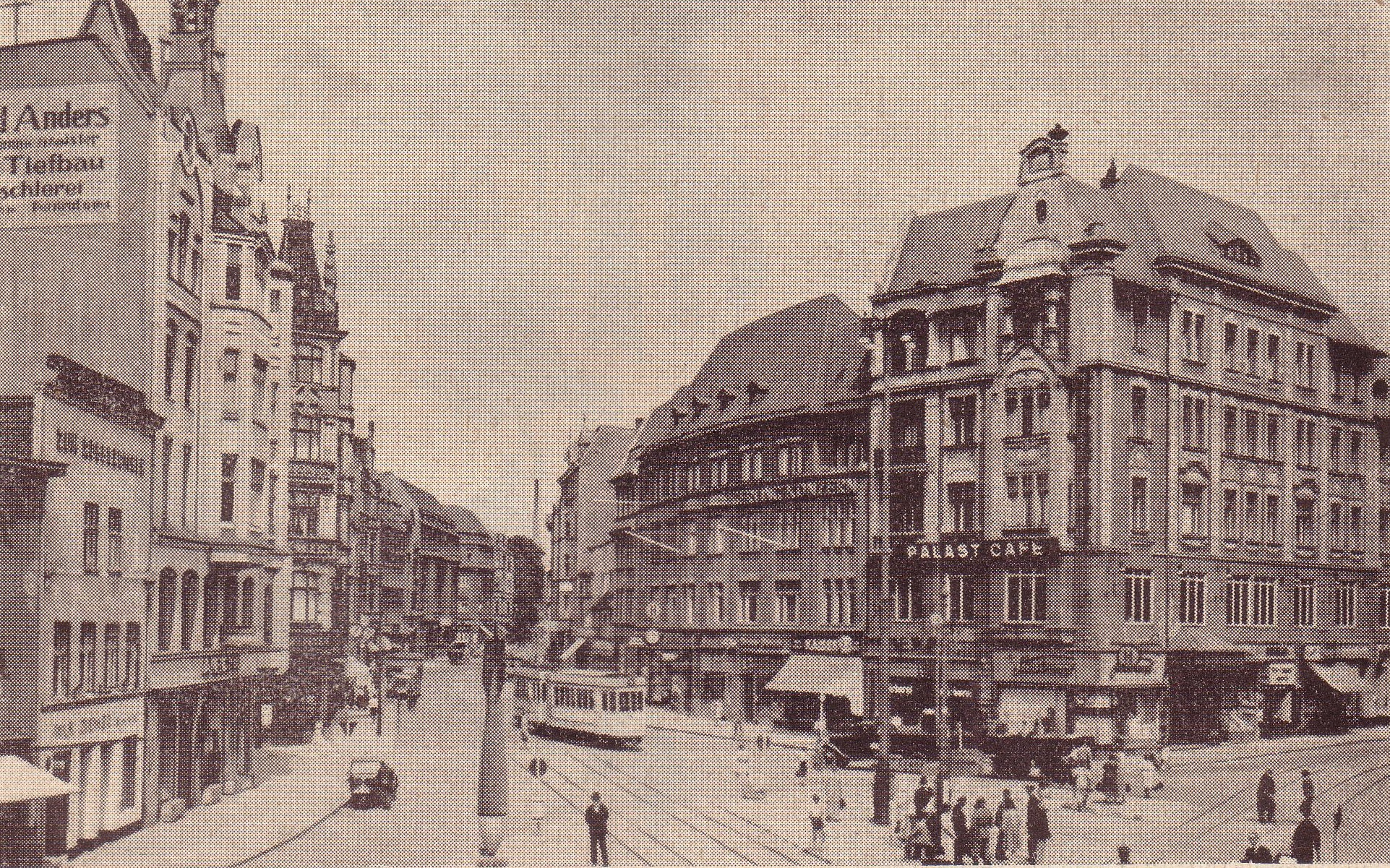
Кёнигштрассе, 51/52 (1936–1944)
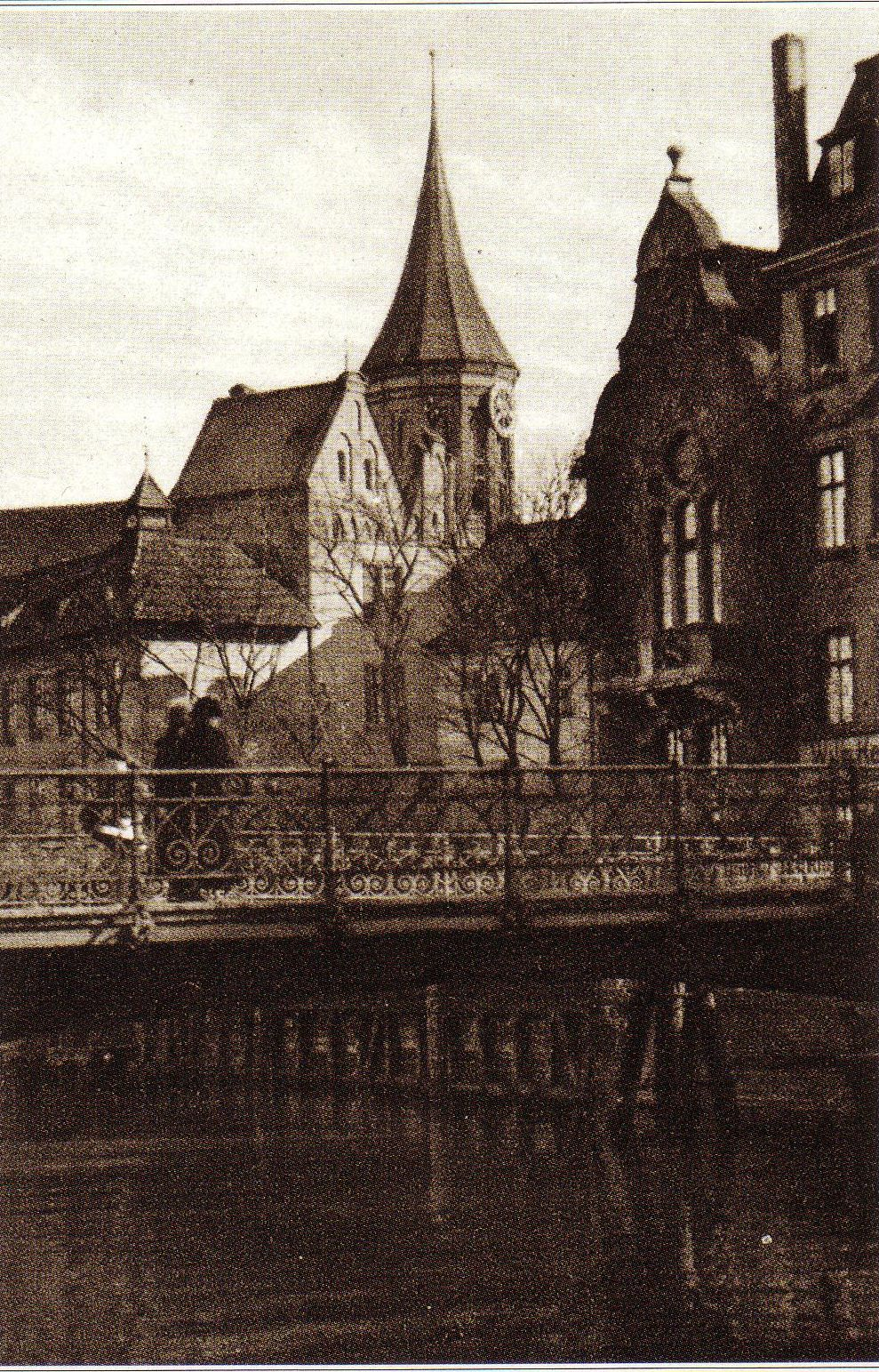
Здание корпуса

## Прусское наследие
В Восточной Пруссии многие пасторы, преподаватели, судьи, врачи, чиновники и бургомистры гордо носили цвета Мазовии голубой, белый и огненно-красный. 15 членов прусского парламента (Палата депутатов) являлись членами корпуса: трое были консерваторами и двенадцать — либералами. Двое находились в Прусском собрании лордов, четверо — в Рейхстаге. Евреи и католические священники, а также французские и польские члены корпорации описывали неущемляемую свободу духа, царившую в этом корпусе.
115 членов корпуса погибли в обоих мировых войнах. В Первой Мировой войне шесть членов получили ордена дома Гогенцоллернов (Pour le Mérite, орден высшей военной награды в Пруссии). Во Второй Мировой войне трое были награждены Рыцарским крестом Железного креста, один из которых с дубовыми листьями.
В 1935 году Мазовия была вынуждена прекратить своё существование в связи с установкой национал-социалистическим режимом новых правил академической жизни. В январе 1950 года Мазовия объединилась с Корпусом Палайомархия, который был изгнан из Галле-на-Заале и возобновил своё существование в Киле. Когда же стало очевидным, что это было не просто формальное восстановление, Мазовия полностью восстановилась в Потсдаме, как раз по прошествии 300 лет с тех пор, как Пруссия стала королевством.

## Некоторые известные члены корпуса
- Хорст Адемайт — майор, обладатель ордена Рыцарского креста Железного креста с дубовыми листьями
- Густав Адольф Бергенрот — немецкий историк, исследователь испанских шифров
- Эрих Блёдорн — полковник, обладатель ордена Рыцарского креста Железного креста
- Рюдигер Дёлер — профессор по ортопедической хирургии
- Густав Гизевиус (1810—1848) — пастор в Мазовии
- Фердинанд Грегоровиус — историк, почетный гражданин Рима
- Пауль Хензель (государственный деятель) — активист движения за Мазовию
- Юрген Херрлайн — адвокат
- Людвиг Отто Гессе — математик, профессор университетов в Кёнигсберге, Гейдельберге, Мюнхене
- Гётц Ёртель — физик, член Национальной академии наук
- Фридрих Юлиус Ришело — математик, профессор Кёнигсбергского университета
- Эрнст Райнхольд Шмидт — глава немецких эмигрантов в Филадельфии, автор книги «Американская гражданская война» (1867)
- Карл Людвиг Штельмахер (1909—2001) — профессор по математике в Мэрилэндском университете
- Артур Циммерманн — государственный секретарь